# X-Qlusive
X-Qlusive (Ableitung von exclusive, englisch von exklusiv) ist eine seit 2002 stattfindende Veranstaltungsserie der Hardstyleszene in den Niederlanden, Belgien und Australien des Veranstalters Q-Dance.

## Konzept
Im Vordergrund der Veranstaltung steht immer ein Thema oder DJ. So waren 2006 bei X-Qlusive Holland vs. Italy niederländische und italienische DJs und 2003 bei X-Qlusive Germany nur deutsche DJs vertreten. Beispiele, bei denen ein DJ im Vordergrund steht, sind X-Qlusive Dana, X-Qlusive The Prophet oder X-Qlusive Headhunterz.

Im Jahr 2008 fanden mit X-Qlusive Showtek - Sydney und X-Qlusive - Showtek Melbourne die ersten Q-dance Veranstaltungen in Australien statt.
2019 fand X-Qlusive Da Tweekaz in Amsterdam statt.
Weiterhin fanden in den Jahren 2013, 2015, 2016, 2018, 2019, 2022 und 2023 Versionen der X-Qlusive Holland, bzw. X-Qlusive Holland XXL statt.
|  |  |  |
|  |  |  |